# Esticometría de Nicéforo
La Esticometría de Nicéforo es una esticometría elaborada por el patriarca Nicéforo I de Constantinopla (806-815). Es particularmente significativa porque cuenta el número de líneas de varios textos cristianos, muchos de los cuales se han perdido a lo largo del tiempo. De esta manera, ha permitido a los eruditos modernos determinar cuántos permanecen perdidos de entre varios textos fragmentarios de los apócrifos del Nuevo Testamento y los apócrifos del Antiguo Testamento.
Nicéforo elaboró una cronología que abarcaba desde Adán hasta el año de su muerte en 829, a la que añadió un catálogo de cánones, cuyo origen no se ha podido establecer con seguridad, aunque quizás esté en Jerusalén. Llama la atención que en la enumeración de los libros del Nuevo Testamento, no está presente el Apocalipsis de Juan. El catálogo de los libros del Antiguo y Nuevo Testamento es seguido por el de los antilegomena (que sí contienen el Apocalipsis de Juan) y el de los apócrifos.